# Le Secret de Marie-Antoinette
 (décembre 2024).
Si vous disposez d'ouvrages ou d'articles de référence ou si vous connaissez des sites web de qualité traitant du thème abordé ici, merci de compléter l'article en donnant les références utiles à sa vérifiabilité et en les liant à la section « Notes et références ».
Le Secret de Marie-Antoinette est un roman policier historique de Laurent Joffrin publié en 2023. C'est la 17e enquête du commissaire Nicolas Le Floch, la troisième écrite par Laurent Joffrin après la disparition de Jean-François Parot.

## Résumé
Le roman se déroule du 21 juin au 18 juillet 1791, de la fuite de Varennes, à laquelle Nicolas Floch participe par fidélité à Louis XVI bien que désapprouvant cette initiative, à la fusillade du Champ-de-Mars.
Les événements de cette période sont relatés avec précision, Nicolas Le Floch étant mêlé étroitement au déroulement de l’Histoire jusqu’à figurer comme protagoniste imaginaire du voyage de Varennes.
L’action des Chevaliers de la foi est l’élément principal s’éloignant de la réalité historique. Cette société secrète liée à l'Angleterre désapprouvait l’attitude trop conciliante de Louis XVI et se serait efforcée de susciter des émeutes populaires. Ces désordres auraient pu motiver l’intervention des monarchies européennes pour mettre sur le trône l’un des deux frères du roi, émigrés, le Comte de Provence (futur Louis XVIII) ou le Comte d’Artois (futur Charles X) fermement décidés au rétablissement de l’Ancien régime.
Nicolas Le Floch et son adjoint l’inspecteur Bourdeau  dont il regagne l’amitié, vivent une des périodes les plus intenses de la Révolution française entre les deux extrémismes de la réaction et des clubs révolutionnaires, la majorité de l’Assemblée encore favorable à une monarchie constitutionnelle, les partisans du duc d'Orléans qui espèrent également profiter de désordres et la famille royale qui méprise ses meilleurs soutiens, tels La Fayette et les députés monarchiens.
À la fin du roman, Nicolas Le Floch, après avoir affronté plusieurs périls, particulièrement un naufrage après son infiltration de la secte des Chevaliers de la foi dans un ilot au large de Granville, décide de se retirer sur sa terre de Ranreuil. « Pourtant, pensant à Laure de Fitz-James qui ne manquerait pas de poursuivre son combat pour la restauration de l'ancienne monarchie, et donc, comme Robespierre à l'autre extrémité du spectre politique, pour la ruine de la nouvelle, il sentait sans se l'avouer, que le roi et la reine, objets de sa fidélité, auraient encore besoin de lui. »